# Ogasawara Nagakiyo

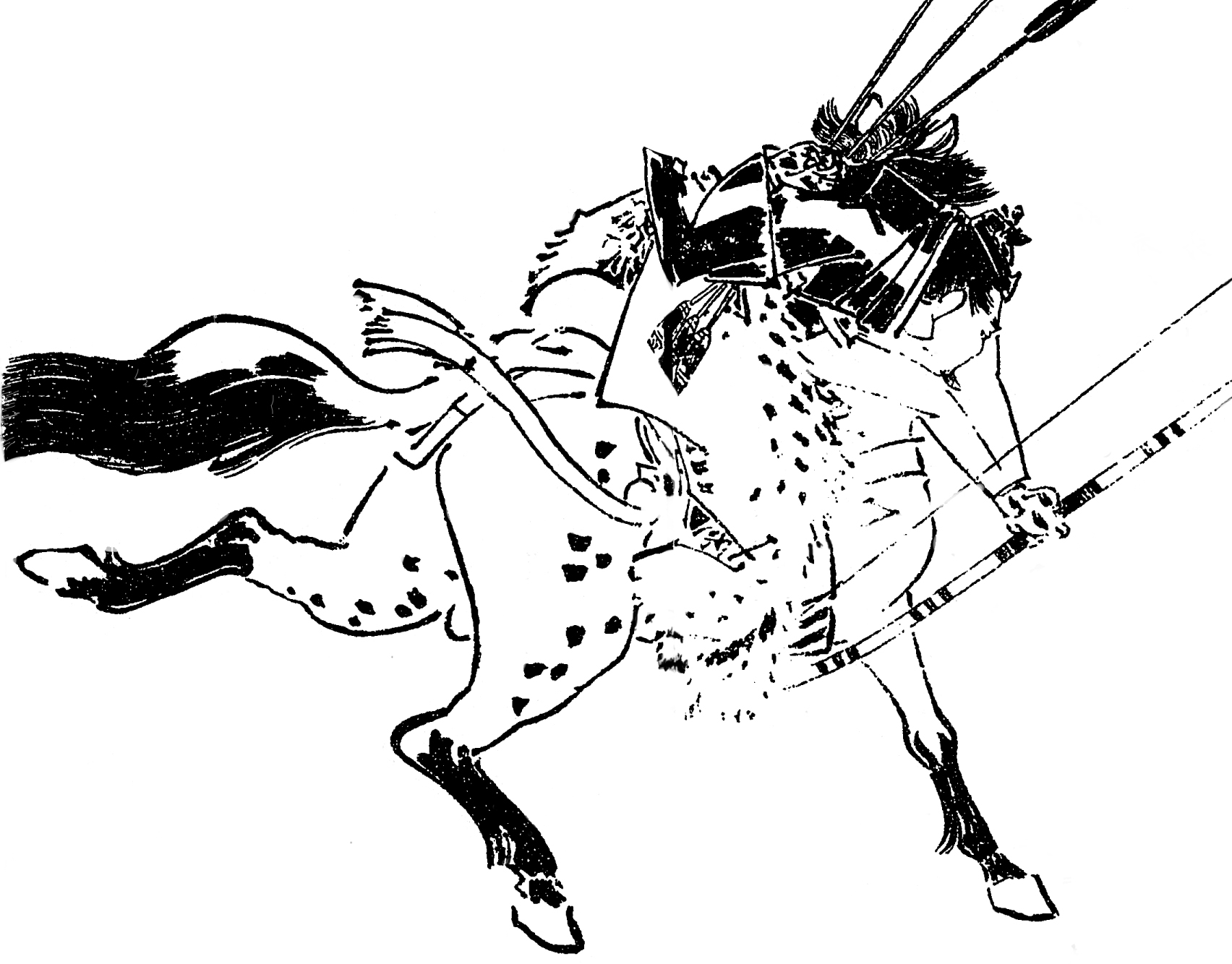
Ogasawara Nagakiyo pratiquant le yabusame

Ogasawara Nagakiyo est un nom japonais traditionnel ; le nom de famille (ou le nom d'école), Ogasawara, précède donc le prénom (ou le nom d'artiste).
Ogasawara Nagakiyo (小笠原 長清, 5 mars 1162 – 15 juillet 1242) est un obligé du clan Minamoto au cours de l'époque de Heian (XIIe siècle) du Japon. Nagakiyo possède une certaine notoriété en tant que fondateur d'un clan bien connu au Japon, les Ogasawara. Nagakiyo naît dans la région de Yamanashi et devient un instructeur très connu sous le célèbre Minamoto no Yoritomo quand à l'âge de 26 ans, il lui enseigne les arts martiaux et le tir à l'arc. Nagakiyo transmet son savoir-faire à son fils Ogasawara Nagatsune au cours de la période du shogunat Kamakura. Durant l'époque Sengoku (XVIe siècle) les Ogasawara sont au service du shogunat Ashikaga puis au service du shogunat Tokugawa pendant l'époque d'Edo (XVIIe siècle).

## Source de la traduction
- (en) Cet article est partiellement ou en totalité issu de l’article de Wikipédia en anglais intitulé « Ogasawara Nagakiyo » (voir la liste des auteurs).